# SPOT (satelita)

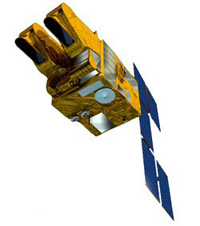
Satelita SPOT 5

SPOT (Système Probatoire d'Observation de la Terre lub Satellite Pour l'Observation de la Terre) – program satelitarnej obserwacji Ziemi utworzony w 1978 roku przez Francję, Belgię i Szwecję. Głównym celem systemu było utworzenie nowego źródła informacji spełniającego specyficzne wymagania europejskie. Głównym inicjatorem i wykonawcą programu była francuska organizacja rządowa CNES. Operatorem satelitów jest spółka Spot Image, której głównym udziałowcem była CNES, lecz w 2008 sprzedała ona swoje udziały producentowi satelitów – firmie EADS Astrium (obecnie Airbus Defence and Space).
21 lutego 1986 r. z centrum kosmicznego w Gujanie Francuskiej wystrzelono za pomocą rakiety Ariane pierwszego satelitę wchodzącego w skład tego systemu. Następcą SPOT 1 (wycofanego w grudniu 1990) były SPOT 2 oraz SPOT 3. Ostatnim satelitą z serii jest SPOT 6 (2012). W pierwszym kwartale 2014 roku planowane jest wprowadzenie na orbitę bliźniaczego satelity – SPOT 7. Satelity SPOT 6 i 7 sfinansowane zostały przez EADS Astrium. Planowany okres misji SPOT ma trwać przynajmniej do 2024 roku.